# Cliff Dexter
Cliff Dexter war eine Kriminalserie, die im ZDF von 1966 bis 1968 mittwochs im Vorabendprogramm ausgestrahlt wurde. 
Die Hamburgische Film- und Fernsehproduktion produzierte zwei Staffeln zu je 13 Folgen à 25 Minuten im Auftrag des ZDF. Hauptdarsteller war Hans von Borsody. Weitere Darsteller waren unter anderem Hans Schellbach als Kommissar Meinert, Sabine Bethmann und Andrea Dahmen. Regisseure waren Helmut Herrmann, Hans-Georg Thiemt und Klaus Dudenhöfer. Die Liste der Gastdarsteller umfasst unter anderem  Rolf Schimpf, Günter Strack, Jan Hendriks, Dieter Borsche, Friedrich Schoenfelder und Vera Tschechowa. Die eingängige Titelmelodie mit der markanten gepfiffenen Sequenz stammt von Siegfried Franz und wurde von seinem Orchester dargebracht.

## Inhalt
Cliff Dexter ist ein ehemaliger FBI-Agent, der sich in einer deutschen Großstadt als Privatdetektiv niedergelassen hat. Teile der Serie wurden in Hamburg gedreht, so auch die Startsequenz der ersten Staffel, in der Cliff Dexter mit seinem silbergrauen Mercedes-Benz 300 SE Automatic mit dem Stuttgarter Kennzeichen S-VC 1 zu seinem Büro in der Ost-West-Straße 22 fährt.
Während die erste Staffel, in der Sabine Bethmann Cliff Dexters Sekretärin Jacqueline mimte, in Deutschland spielte, so waren die Schauplätze der zweiten Staffel, in der Andrea Dahmen als Carrol an die Stelle von Bethmann trat, im Ausland – von London bis Australien – angesiedelt. Gedreht wurden aber auch diese Folgen  in Deutschland; die Atelieraufnahmen entstanden in den Filmstudios Bendestorf.

## Geschichte
Die Serie wurde, obwohl beim Publikum beliebt, nach 26 Folgen nicht fortgesetzt – teilweise wohl auch, weil die Kritik wenig Gutes am „Westentaschen-Bond“ gelassen hatte. Nachfolger auf dem Sendeplatz wurde die Serie Percy Stuart mit Claus Wilcke in der Titelrolle.

## Episoden
| 1. Staffel 1. Fahrerflucht um Mitternacht – EA 19. Oktober 1966 2. Gift in harten Fäusten – EA 26. Oktober 1966 3. Umleitung ins Verderben – EA 2. November 1966 4. Die herrenlose Dogge – EA 9. November 1966 5. Alibi für einen Zufall – EA 23. November 1966 6. Tiefschlag – EA 30. November 1966 7. Eine Flasche Whisky – EA 7. Dezember 1966 8. Gepäckschein aus erster Hand – EA 14. Dezember 1966 9. Der Gehetzte – EA 21. Dezember 1966 10. Der Köder – EA 28. Dezember 1966 11. Das Haus auf der Insel – EA 4. Januar 1967 12. Eine Kette aus grauen Perlen – EA 11. Januar 1967 13. Heiße Fracht nach Skandinavien – EA 18. Januar 1967 | 2. Staffel 1. Gäste um Mitternacht – EA 8. November 1967 2. Millionen aus grüner Tiefe – EA 15. November 1967 3. Einer riskiert seinen Kopf – EA 29. November 1967 4. Ein Orden für Cliff – EA 6. Dezember 1967 5. Die Rechnung geht nicht auf – EA 13. Dezember 1967 6. Doppelte Prämie – EA 20. Dezember 1967 7. Lösegeld: Mord – EA 27. Dezember 1967 8. Tod auf dem Golfplatz – EA 3. Januar 1968 9. Katze und Maus – EA 10. Januar 1968 10. Freundschaftsdienst – EA 17. Januar 1968 11. Pinkys Fund – EA 24. Januar 1968 12. Der Todeskandidat – EA 24. Januar 1968 13. Der letzte Erbe – EA 7. Februar 1968 |

## Ausgaben
In der Reihe Straßenfeger (36. Bd.). veröffentlichte die ARD im Oktober 2011 diese Fernsehserie erstmals auf DVD (4 DVD).  